# Các vụ đánh bom ngày 13 tháng 5 năm 2008 tại Jaipur
Các vụ đánh bom ngày 13 tháng 5 năm 2008 tại Jaipur là một loạt các vụ đánh bom xảy ra trong vòng 12 phút ở nhiều địa điểm khác nhau ở Jaipur, thành phố thủ phủ của bang Rajasthan của Ấn Độ. Jaipur là một địa điểm du lịch nổi tiếng. Một quả bom thứ 8 đã được phát hiện nhưng đã được vô hiệu hóa, Theo các báo cáo ban đầu, có hơn 60 người chết và 150 người bị thương.
Các quả bom đã phát nổ gần các tượng đài lịch sử tại thời điểm tập nập nhất trong ngày. Một trong các quả bom nổ gần địa điểm nổi tiếng nhất Jaipur, Hawa Mahal (cung gió) nổi tiếng. Chưa có nhóm nào đứng ra nhận trách nhiệm về vụ đánh bom này.
Sau các vụ nổ này, nguồn tin của Bộ Nội vụ Ấn Độ cho rằng tổ chức Harkat-ul-Jihad-al-Islami (HuJI) hay "Hành động vì Hồi giáo Jihad" có trụ sở tại Bangladesh bị nghi vấn đứng đằng sau vụ khủng bố này. Tổng giám đốc Cảnh sát Rajasthan cho rằng "rõ ràng đây là một cuộc tấn công khủng bố".

## Các khu vực bị đánh bom
Các khu vực sau bị đánh bom bằng RDX để trong xe đạp:
- Badi Choupar
- Khu vực cảnh sát Manak Chowk
- Chợ Johari
- Chợ Tripolia
- Choti Choupar
- Chợ Kotwali